# Восточний (Бійський район)
Восто́чний (рос. Восточный) — селище у складі Бійського району Алтайського краю, Росія. Входить до складу Первомайської сільської ради.

## Населення
Населення — 334 особи (2010; 352 у 2002).
Національний склад (станом на 2002 рік):
- росіяни — 96 %